# Jules-Henri Addor
Jules-Henri Addor (Concise, 21 september 1894 - Lausanne, 17 december 1952) was een Zwitsers politicus voor de Vrijzinnig-Democratische Partij (FDP/PRD) uit het kanton Vaud. Hij was burgemeester van Lausanne tussen 1938 en 1945 en zetelde van 1943 tot 1947 in de Nationale Raad.

## Biografie
Jules-Henri Addor was syndic (burgemeester) van Lausanne tussen 1938 en 1945. Van 1940 tot 1945 was hij lid van de Grote Raad van Vaud.
Bij de parlementsverkiezingen van 1943 werd hij verkozen in de Nationale Raad. Hij zetelde tot het einde van de legislatuur in 1947. Bij de parlementsverkiezingen van dat jaar geraakte hij immers niet herverkozen.
- Base de données des élites suisses: 52128
- Gemeinsame Normdatei: 1052911072
- Historisch woordenboek van Zwitserland: 004926
- Zwitserse Bondsvergadering: 1364
- Virtual International Authority File: 309609819
- WorldCat: E39PBJpPHMXWhvgpHCGqJHWkXd